# Lena Raine
Lena "Kuraine" Raine (sinh ngày 29 tháng 2 năm 1984), còn được biết đến là Lena Chappelle, là một nhà soạn nhạc, nhà sản xuất và nhà phát triển trò chơi điện tử người Mỹ. Raine được biết đến nhiều nhất qua các tác phẩm nhạc phim của Celeste và Guild Wars 2. Cô đã sáng tác nhạc cho nhiều trò chơi điện tử khác, bao gồm Minecraft, Deltarune và Chicory: A Colorful Tale.

## Cuộc đời và sự nghiệp
Raine đã tiếp xúc với âm nhạc từ rất sớm do tham gia dàn hợp xướng khi còn nhỏ. Cha cô cũng là một nghệ sĩ vĩ cầm. Thông qua cộng đồng người hâm mộ Sonic, cô ấy đã được giới thiệu về cách sắp xếp MIDI, đầu tiên là tạo các phiên bản MIDI của các bài hát mà cô ấy biết và sau đó tạo ra nhạc gốc. Sau đó, cô theo học Trường Cao Đẳng Nghệ Thuật Cornish để lấy bằng sáng tác âm nhạc. Raine là người chuyển giới.
Raine được biết đến nhiều nhất qua các tác phẩm nhạc phim của Celeste và Guild Wars 2. Cô ấy đã làm việc trong Guild Wars 2 tại ArenaNet trong sáu năm, ban đầu là Nhà thiết kế trò chơi trước khi soạn nhạc phim cho trò chơi. Tại ArenaNet, cô và Maclaine Diemer là nhà soạn nhạc nội bộ cho bản mở rộng năm 2015 của trò chơi, Guild Wars 2: Heart of Thorns. Cô đã rời ArenaNet vào năm 2016.
Vào năm 2018, Raine đã phát hành bản tương tác viễn tưởng ESC trên itch.io. Raine là nhà phát triển và nhà soạn nhạc cho ESC, với hình ảnh được tạo bởi Dataerase. Vào năm 2019, cô đã phát hành album đầu tay, Oneknowing. Cô đã sáng tác nhạc cho Minecraft, tạo ra bốn bản nhạc mới được đưa vào "Nether Update" 1.16 vào năm 2020. Một năm sau, cô quay trở lại Minecraft, sáng tác sáu bản nhạc mới cho bản cập nhật 1.18 "Caves & Cliffs: Part II", cùng với nhà soạn nhạc trò chơi điện tử Kumi Tanioka. Raine đã tạo nhạc nền cho game nhập vai phiêu lưu Chicory: A Colorful Tale, và hỗ trợ nhạc nền cho chương thứ hai của Deltarune, cả hai đều được phát hành vào năm 2021.

## Giải thưởng
Raine đã được đề cử BAFTA (Viện Hàn lâm Nghệ thuật Điện ảnh và Truyền hình Anh Quốc) và giành giải Video Game Score of the Year của Hiệp hội các nhà soạn nhạc, tác giả và nhà xuất bản Hoa Kỳ (ASCAP) vào năm 2019. Nhạc phim Celeste của cô cũng được đề cử cho Best Score/Music tại The Game Awards 2018.

## Danh sách đĩa nhạc

### Album và đĩa đơn
| Năm  | Tiêu đề              | Ghi chú                       |
| ---- | -------------------- | ----------------------------- |
| 2020 | Reknowing            | Album phối lại của Oneknowing |
| 2019 | Oneknowing           | Album phòng thu đầu tay       |
| 2019 | 2X18                 | Đĩa đơn                       |
| 2018 | Lullaby for Lancer   | Đĩa đơn                       |
| 2018 | A Day on the Road    | EP                            |
| 2017 | Chip Collection      | Tổng hợp Chiptune             |
| 2017 | Dawn Ouroboros       | Đĩa đơn                       |
| 2016 | Transference         | Đĩa đơn                       |
| 2016 | Acoustic Collection  | Tổng hợp Acoustic             |
| 2016 | Singularity          | EP                            |
| 2016 | Snowflight           | EP                            |
| 1999 | Changing of the Tide | Tổng hợp                      |

### Nhạc phim
| Năm     | Tiêu đề                                            | Thể loại         |
| ------- | -------------------------------------------------- | ---------------- |
| Sắp tới | Earthblade                                         | Video game       |
| 2022    | Guild Wars 2: End of Dragons                       | Video game       |
| 2021    | Moonglow Bay                                       | Video game       |
| 2021    | Minecraft: Caves & Cliffs Part 2                   | Video game       |
| 2021    | Deltarune: Chapter 2                               | Video game       |
| 2021    | Chicory: A Colorful Tale                           | Video game       |
| 2021    | Celeste Classic 2: Lani's Trek                     | Video game       |
| 2020    | Sackboy: A Big Adventure                           | Video game       |
| 2020    | Minecraft: Nether Update 1.16                      | Video game       |
| 2020    | Spin Rhythm XD Beyond The Heart (Broken Heart Mix) |                  |
| 2019    | Steven Universe: The Movie                         | Phim truyền hình |
| 2019    | Celeste: Farewell                                  | Video game       |
| 2018    | ESCISM (ESC Original Soundtrack)                   | Video game       |
| 2018    | Celeste - Madeline's Grab Bag                      | Video game       |
| 2018    | Celeste                                            | Video game       |
| 2016    | Hackmud                                            | Video game       |
| 2016    | UPSHIFT                                            | Video game       |
| 2016    | PANIC at Multiverse High!                          | Video game       |
| 2015    | Guild Wars 2: Heart of Thorns                      | Video game       |
| 2014    | Dead State                                         | Video game       |
| 2013    | Music Madness                                      | Video game       |

## Trò chơi
| Năm  | Tiêu đề    | Vai trò                                              |
| ---- | ---------- | ---------------------------------------------------- |
| 2018 | ESC        | Nhà văn, Nhà thiết kế, Lập trình viên, Nhà soạn nhạc |
| 2018 | Celeste    | Trợ lý viết                                          |
| 2019 | Guildlings | Cảm tạ                                               |